# Myxococcus
Myxococcus — рід міксобактерій, грам-негативних бактерій типу Протеобактерії. Звичайно мають паличквидну форму, хемоорганотрофи, облігатні аероби, формують спори (так звані «міксоспори») у плодових (фруктових) тілах. Найкраще вивчений представник — Myxococcus xanthus, який використовується як модельний організм бактерій з циклом розвитку.

## Струкрура геному
Геноми Myxococcus мають від 9 до 10 Mbp у довжину, більше, ніж у переважної більшості бактерій. Вони мають вміст G+C між 67 і 71 %. Myxococcus має цикл розвитку, в якому бактерії формують багатоклітинні фруктові тіла, які містять міксоспори. На сьогоднішній день, секвентирований тільки геном Myxococcus xanthus, який досягяє 9,2 Mbp у довжину з вмістом G+C 67,5 %.

## Екологія
Myxococcus звичайно населяють верхній шар ґрунту, переважно в pH від 5 до 8, хоча вони можуть також бути знайдені при екстремальних pH. Більше за все їм подобається багатий на органічні речовини ґрунт, але їх також знаходять в піску і на поверхнях скель. Вони також населяють залишки рослин, і зустрічаються в прісній воді. Показано, що утворення плодових тіл можливе і ефективне як на поверхні, так і у воді. Загалом, це дуже різноманітний рід. Myxococcus, завдяки їх руху методом бактеріального ковзання, формують колонії на агарі, часто формують концентричні кільця. Бактерії здатні переслідувати здобич, орієнтуючись на концентрацію деяких нерозчинних ліпіди, аналогічно процесу хемотаксісу (з розчинними молекулами у рідині) у інших бактерій, хоча дійсний хемотаксіс у них неможливий через невелику швидкість руху.
Бактеріальне ковзання, згадане вище, важливо також під час нестачі поживних речовин. За цими умовами Myxococcus рухаються один до одного, формуючи плодові (фруктові) тіла, які складаються з близько 100 тис. — 1 млн клітин. На відміну від інших міксобактерій, плодові тіла Myxococcus відносно прості, звичайно без кількох рівнів гілок. Це одна цікава особливість цих бактерій — це можливість до канібалізму, коли поживних речовин недостатньо для досягнення плодових тіл та формування міксоспор, бактерії можуть «з'їсти» частину колонії для забезпечення решти необхідними поживними речовинами і виживання як колонії.